# Уинипег (езеро)
Езерото Уинипег (на английски: Lake Winnipeg) е най-голямото езеро в провинция Манитоба.
Площта му заедно с островите в него е 24 387 км2, която му отрежда 5-о място сред езерата на Канада и 11-о в света. Площта само на водното огледало без островите е 23 760 км2. Надморската височина на водата е 217 м.

## География

### Географско положение
Езерото се намира в южната част на провинцията, на 57 км северно от град Уинипег, столицата на провинция Манитоба. Езерото Уинипег има дължина от север на юг 416 км и максималната му ширина в северната част 100 км, а в южната – 40 км.

### Батиметрия
Въпреки големите си размери езерото е със сравнително малък обем от 294 км3, поради това че е плитко, като средната му дълбочина е 12 м, а максималната – 36 м. От ноември до април, началото на май Уинипег е покрито с дебела ледена кора.

### Брегове, острови, водосборен басейн
За разлика от повечето канадски езера, които са със силно разчленена брегова линия, бреговете на Уинипег са сравнително слабо разчленени, като общата дължина на бреговата линия заедно с островите в него е 1858 км. Малко по разчленено е югозападното и западното крайбрежие, където се намират и по-големите заливи (Стърджън, Фишер, Пиджън), полуострови и острови (Райдиър, Хекла, Блак, Диър, Беренс, Мус и др. с обща площ от 627 км2).
Площта на водосборния му басейн е 984 200 km2, като в езерото се вливат множество големи реки – Уинипег, Саскачеван, Ред Ривър, Бладвейн, Поплар и др, но изтича само една – река Нелсън, която изтича от североизточния ъгъл на езерото и се влива в югозападната част на Хъдсъновия залив.
По бреговете на езерото има много пясъчни плажове и изобилие от пещери с прилепи в тях.
Източният бряг на езерото е покрит с вековни девствени гори и гъста мрежа малки рекички. Районът скоро ще бъде включен в Списъка на световното културно и природно наследство на ЮНЕСКО.

### Селища, туризъм
Бреговете на езерото са слабо заселени. С изключение на южното и югозападното крайбрежие, където има няколко по-големи селища (Гимли, Уинипег Бийч и др.), то останалите брегове са много слабо населени или в повечето случаи безлюдни. На северозападния бряг, в устието на река Саскачеван е селището Гранд Рапидс.
Езерото, с неговите малки селища по бреговете, красива природа и обилие от риба, e притегателен център за отдих и рекреационно дело. В езерото се извършва промишлен улов на риба, а гъстите гори около бреговете му се използват в местната целулозно-хартиена промишленост. Езерото има важно риболовно значение за Манитоба. Главната част от 30-те $ милиона, спечелени от риболов в провинцията, идват именно от тук.

## История
През лятото на 1690 г. английският трапер Хенри Келси (1667 – 1724), служител на „Компанията Хъдсънов залив“, търгуваща с ценни животински кожи, се изкачва по река Нелсън с група индианци от племето асинибойн и на 10 юли 1690 г. открива северния бряг на езерото. Той не назовава новооткрито езеро с английско име, а запазва местното му индианско име wīnipēk, което означава „мътни води“. През 1733 г. френският трапер и търговец на ценни кожи Кристоф Дюфро дьо ла Жемереи открива южната част на езерото.